# COSIC
COSIC — група з розробки та впровадження технологій, яка надає широкі послуги в цифровій безпеці та прагне до інноваційних рішень з безпеки. Науково-дослідна група з комп'ютерної безпеки та промислової криптографії (COSIC) була заснована в 1979 році й зараз налічує 7 професорів, 6 допоміжних співробітників, 7 дослідників/менеджерів та понад 60 дослідників. Групу COSIC очолює Барт Пренель.

## Загальна характеристика
COSIC є частиною кафедри електротехніки в KU Leuven. Протягом останніх 15 років COSIC налічує понад 1200 міжнародних оглядових публікацій у журналах та конференціях, 13 редакційних книг, 10 патентів та випустив більше 60 аспірантів.
Дослідницька група COSIC пропонує широкий досвід цифрової безпеки; на основі цього ноу-хау розробляє інноваційні рішення безпеки, які враховують як приватність, так і зручність використання.
Дослідження COSIC зосереджується на:
- розробці, оцінці та впровадженні криптографічних алгоритмів та протоколів,
- розробці архітектури безпеки для інформаційно-комунікаційних систем,
- створення механізмів безпеки для вбудованих систем та для розробки й аналізу рішень для збереження конфіденційності.

Технології, що розробляються, включають пост-квантову криптографію, повністю гомоморфне шифрування, багатосторонні обчислення (MPC), блочний ланцюжок, порогову реалізацію проти фізичних атак, PUF (англ. Physical Unclonable Functions), криптографії Whitebox, захищені процесори і змішані мережі.
Дослідження також застосовуються в середовищах, таких як хмара та Інтернет речей (IoT); додатки включають в себе електронні платежі та криптовалютну систему, мобільну автентифікацію, електронне голосування, біометрію, медичні пристрої для імплантації, розумні автомобілі та розумні міста.

## Діяльність
COSIC організовує щотижневі семінари, літні школи, семінари та міжнародні конференції. В минулому COSIC організував великі міжнародні конференції, такі як EUROCRYPT, FSE, CHES та ESORICS.
COSIC брав участь у 50 європейських науково-дослідних проєктах (включаючи 2 ERC), завдяки яким він отримав глибокий досвід у використанні технологій з удосконалення приватного життя, управління ідентифікацією та розробці та аналізі криптографічних алгоритмів, протоколів та архітектур. У шести з цих проєктів ЄС COSIC виступав координатором. COSIC також активно співпрацює зрізними галузями та урядом для коротко- та середньострокових контрактних досліджень та консультування.  COSIC брала участь у майже 60 національних та регіональних дослідницьких проєктах..

### Лабораторія Embedded Systems Security Lab
1 березня 2018 року дослідницька група COSIC KU Leuven офіційно відкрила нову лабораторію англ. Embedded Systems Security Lab. Відкриття стало кульмінаційним етапом п'ятирічного модернізаційного проєкту, спонсорованого грантом у розмірі 400 тисяч євро від Фонду Геркулеса.
Потребою цього стали наступні причини: Вбудовані електронні пристрої стають мобільними та взаємопов'язаними. Вони є в усьому світі, кишенях користувачів, в будинках, в транспортних засобах. Навіть в тілах людини або всередині людських органів. В умовах розвитку Інтернету, зростає моніторинг та збір даних через ці речі й це викликає небезпеку для людини.
Тема захисту вбудованих пристроїв виникла як дуже активна тема дослідження з кінця 1990-х років, коли фізичні напади привернули увагу дослідницької спільноти. Фізичні атаки — це потужні методи, що дозволяють витягати секретні криптографічні ключі або конфіденційні дані з електронних пристроїв. Існує два основних сімейства нападів. Побічні атаки використовують фізичні властивості, властиві апаратним схемам, для отримання інформації про їх внутрішню поведінку. Вони пасивні: зловмисник контролює та аналізує інформацію, яка протікає через фізичні канали під час звичайної роботи. Спеціальні атаки, з іншого боку, використовують перехідні неполадки, викликані прямим втручанням в схеми. Вони активні: нападник навмисно викликає помилки в апаратурі, щоб зірвати очікувані потоки керування та/або потоки даних у системі.
Виявлення фізичних атак мали великий вплив на промисловість і спричинили негайне дослідження стратегій для пом'якшення наслідків. Нападки на сторонні канали та аварії на сьогодні визнані основною загрозою для комерційних програм. Все це вимагає наявності спеціалізованих лабораторій  із досвідом та можливостями для проведення заходів із фізичної безпеки.
COSIC проводить дослідження з питань інформаційної безпеки, криптографії та конфіденційності. Близько 15 дослідників працюють у групі безпеки вбудованих систем, яку очолює професор Інгрід Вербауде, що займається розробкою та впровадженням мережевих блоків для забезпечення безпеки. Це криптографічні алгоритми та протоколи, а також критичні компоненти, такі як генератори випадкових чисел або надійні обчислювальні примітиви, що працюють практично з будь-яким типом вбудованої платформи: мікроконтролери, мітки RFID, FPGA, ASIC, процесори тощо.
Фізична безпека вбудованих конструкцій оцінюється в даній лабораторії. Лабораторія використовує найкращі дослідження в даній галузі, активно співпрацює з промисловими партнерами. Лабораторія постійно зростає протягом останніх 15 років, узгоджуючись з досягненнями у галузі досліджень. Але найбільша активність спостерігається за останні 5 років, завдяки гранту на суму 400 тисяч євро від Фонду Геркулеса. Ці інвестиції дозволили модернізувати інфраструктуру та обладнання лабораторії відповідно до поточних потреб та майбутньої дослідницької діяльності групи.

### Безпека соцмережі Facebook
Група, зокрема Барт Пренель, взяли активну участь в обговоренні гучної справи про передачу конфіденційної інформації користувачів мережі Facebook у 2017 році.
 «Я думаю, що це було катастрофою, що очікує на наслідки»— Bart Preneel.
Опублікований Міжнародною асоціацією криптологічних досліджень документ, показав, як такий агент політичних даних, як англ. Cambridge Analtica, міг би перетворити опитування 270 000 бажаючих учасників опитування в політичну зброю, озброївшись персональною інформацією 50 мільйонів американців.
У заяві Пренел підкреслив, як додатки можуть визначати інформацію, зокрема місцеположення, групи, інтереси, «уподобання», фотографії та відео, деталі взаємодії, релігію та навіть інформацію про людей, які ніколи не користувались певними програмами, але були друзями інших, хто їх мав:
Я думаю, що «продажність» Facebook повинна зростати дуже швидко, і я думаю, що це був побічний ефект, про який дослідники вже давно попереджали— Bart Preneel.

### Співробітництво з IMEC
COSIC є частиною Інтелектуальних програм та інноваційних послуг IMEC, високотехнологічного дослідницького та інноваційного центру для наноелектроніки та цифрових технологій. Місія IMEC — об'єднати блискучі уми з усього світу в творчому й стимулюючому середовищі. IMEC прагне радикальних інновацій та максимізує соціальний вплив, створюючи інтелектуальні, стабільні рішення, які покращують життя.

### Співпраця з EEMA
Група COSIC налагодила співпрацю з EEMA. EEMA — провідний незалежний неприбутковий європейський аналітичний центр, присвячений ідентифікації, автентифікації, конфіденційності, управління ризиками, кібербезпеки та мобільних додатків.
Коментуючи причини приєднання до Ради EEMA, Барт Пренель зазначає:
Для таких вчених, як я, що працюють у прикладних дослідженнях і шукають фінансування, цікаво дізнатись, що відбувається в комерційному світі, оскільки це іноді може бути дуже інший світ. EEMA є важливим мостом між академічним світом та практичними галузями— Bart Preneel.

## Ключові публікації
- A. Ardeshirdavani, C. Bonte, E. Makri, Y. Morau, J. Simm і F. Veraauteren, «Практичне вивчення інтеграції з геном-конфіденційністю є практичним», IACR Cryptology ePrint Archive (955), 28 сторінок, 2017 р. .
- Р. Чжан і Б. Пренейл «Про необхідність консенсусу щодо визначеного блоку чинності: аналіз протоколу безкінечного майнінгового видобутку біткойнів» на міжнародній конференції з експериментів та технологій, що розвиваються, — CoNEXT 2017, ACM, 12 сторінок, 2017.
- А. Луйкс, Б. Меннінк і К. К. Патронсон, «Аналіз багатоваріантної деградації безпеки», «Успіхи в криптології» — ASIACRYPT 2017, лекції з комп'ютерних наук, Т. Пейрін і Т. Такагі (ред.), Springer- Verlag, 30 сторінок, 2017.
- T. Ashur, J. Delvaux, S. Lee, P. Maene, E. Marin, S. Nikova, O. Reparaz, V. Rozic, D. Singelée, B. Yang, B. Preneel, "Збереження конфіденційності. Система відслідковування пристроїв за допомогою малопотужної широкосмугової мережі (LPWAN) «На 16-ій Міжнародній конференції з криптології та мережевої безпеки CANS 2017 , Записки з обчислювальної техніки», Springer-Verlag, 22 сторінки, 2017.
- O. Reparaz, B. Gierlichs і I. Verbauwhede, «Оцінка швидкої витоку», «Криптографічне обладнання та вбудовані системи» — CHES 2017, лекційні замітки в комп'ютерній техніці 10529, В. Фішер та Н. Хомма (ред.), Springer -Верлаг, с. 387—399, 2017.
- C. Bonte, C. Bootland, JW Bos, W. Castryck, I. Iliashenko, F. Veraauteren, «Швидка оцінка гомоморфних функцій з використанням неінтерпретабельної базової кодування», у семінарі з криптографічного обладнання та вбудованої безпеки, лекційні замітки в комп'ютері Наука, Springer-Verlag, 33 сторінки, 2017.
- T. Ashur, O. Dunkelman і A. Luykx, " Підвищення надійності автентифікованого шифрування з мінімальними змінами ", «Успіхи в криптології» — CRYPTO 2017, «Лекційні замітки в області обчислювальної техніки», J. Katz та H. Shacham (ред.). Springer-Verlag, 32 сторінки, 2017.
- Y. Chen, A. Luykx, B. Mennink і B. Preneel, «Ефективне подвоєння довжини від настроюваних блокових шифрів», IACR Transactions on Symmetric Cryptology 2017 (3), pp. 253—270, 2017.
- Б. Овердорф, М. Хуарес, Г. Акар, К. Діаз та Р. Грінштадт, "Який унікальний є твій союз? Аналіз відбитків пальців на сервісах Tor Onion «На конференції ACM з безпеки комп'ютерів та зв'язку, ACM», 16 сторінок, 2017 рік.
- А. М. Піотровська, Дж. Хейз, Т. Елахі, Г. Данезіс та С. Майзер, «Система анонімності Loopix», в 26-му симпозіумі з безпеки USENIX 2017, Usenix, сс. 1199—1216, 2017.
- Е. Бальса, К. Перес-Сола та К. Діаз, «До моделювання зв'язків у соціальних мережах в Інтернеті», «Операції ACM в Інтернет-технології» 17 (3), 21 стор., 2017.
- Т. Де Снедде, С. Нікова, «Захист сучасного блочного шифру від комбінованого бічного каналу аналізу та атак на дефекти», «Транзакції IEEE з інтеграції дуже великих масштабів (VLSI)» 25 (10), с. 1-11, 2017 .
- Дж. Ноорман, Дж. Ван Булк, Дж. Тобіас Мюльберг, Ф. Піессен, П. Маєн, Б. Пренейл, І. Вербауведе, Дж. Гетцфрид, Т. Мюллер та Ф. Фрейлін, «Sancus 2.0: Low- Архітектура безпеки витрат для пристроїв IoT». Транзакції ACM щодо конфіденційності та безпеки PP (99), 32 сторінки, 2017.
- С. Пікек, Б. Янг, В. Розич, Дж. Вліген, Дж. Віндерікс, Т. Де Снедде та Н. Ментенс, «PRNGs для маскування додатків та їх відображення до стабільного обладнання», у дослідженні смарт-карт та додаткових додатках — CARDIS 2016, лекційні замітки в комп'ютерних науках 10146, К. Лемке-Руст та М. Тюнстол (ред.), Springer-Verlag, с. 209—227, 2017.
- L. Chmielewski, P. Maat Massolino, J. Vliegen, L. Batina, N. N. Mentens, «Заповнення повних формул ECC з контрзаходів», журнал про низьку енергетичну електроніку та програми 7 (3), 11 стор., 2017.
- П. Маєн, Дж. Гетцфрид, Р. Де Клерк, Т. Мюллер, Ф. Фрейлінг та І. Вербауведе, «Архітектура довірених обчислень на основі апаратного забезпечення для виділення та атестації», "Операції IEEE на комп'ютерах PP (99), 14 стор. , 2017 рік.
- S. Kiljan, D. De Cock, K. Simoens, M. Van Eekelen та H. Vranken, «Обстеження безпеки аутентифікації та зв'язку в Інтернет-банку», обчислення обстежень ACM 49 (4), 35 сторінок, 2017.